# Іван Радельїч
Іван Радельїч (босн. Ivan Radeljić, нар. 14 вересня 1980, Імотський) — боснійський та хорватський футболіст, захисник клубу «Спліт».
Виступав за низку хорватських клубів, японську «Сересо Осака», німецький «Енергі», турецькі «Генчлербірлігі» та «Антальяспор», а також національну збірну Боснії і Герцеговини.

## Клубна кар'єра
У дорослому футболі дебютував 1999 року виступами за команду клубу «Хайдук» (Спліт). Проте, не маючи достатньої ігрової практики, здавався в оренду в клуби «Задар» та «Шибеник». За «Хайдук» Іван зіграв 49 матчів чемпіонату, вигравши 1999 року чемпіонат Хорватії, а у 2000 і 2003 разом з клубом ставав володарем національного кубка..
Влітку 2003 року перейшов у «Інтер» (Запрешич), проте вже наступного року перебрався в японський клуб «Сересо Осака», де провів півроку, після чого повернувся в «Інтер» (Запрешич).
На початку 2006 року перейшов у «Славен Белупо», де провів два роки, після чого перейшов до представника німецької Бундесліги «Енергі», де провів півтора сезону, проте основним гравцем команди так і не став. 
В серпні 2010 року переїхав у Туреччину, де на правах вільного агента підписав контракт з «Генчлербірлігі», але провівши лише один сезон змінив клуб, ставши гравцем «Антальяспора», де провів ще два сезони в турецькій Суперлізі.
До складу клубу «Спліт» приєднався 27 серпня 2012 року. Відтоді встиг відіграти за команду зі Спліта 21 матч у національному чемпіонаті.

## Виступи за збірну
24 березня 2007 року дебютував в офіційних матчах у складі національної збірної Боснії і Герцеговини в відбірковому матчі на Євро-2008 проти збірної Норвегії (1:2). Проте стати основним гравцем збірної Радельїч не зумів, провівши у формі головної команди країни за три роки 10 матчів, після чого перестав викликатись до її лав.

## Досягнення
- Чемпіон Хорватії: (1)

«Хайдук» (Спліт): 2000-01
- Володар Кубка Хорватії: (2)

«Хайдук» (Спліт): 2000, 2003